# Landet af glas
Landet af Glas er en dansk fantasyfilm instrueret af Marie Rønn og Jeppe Vig Find.

## Medvirkende
- Signe Egholm Olsen som KD
- Esben Dalgaard Andersen som Lars
- Mads Riisom som Kim
- Albert Rudbeck Lindhardt som Jas
- Adam Brix som Noel
- Arien Alexander Takiar som Isak
- Vigga Bro som Alva
- Flora Ofelia Hofman Lindahl som Neia